# Omar Ngandu
Omar Ngandu (ur. 23 grudnia 1996 w Kibagabadze) – burundyjski piłkarz grający na pozycji środkowego obrońcy. Od 2021 gra w klubie Bumamuru FC.

## Kariera klubowa
Swoją karierę piłkarską Ngandu rozpoczął w klubie Académie Tchité FC. W 2013 roku zadebiutował w jego barwach w burundyjskiej pierwszej lidze. W 2015 roku odszedł do Atlético Olympic FC, w którym grał przez rok. W sezonie 2016/2017 był piłkarzem rwandyjskiego APR FC, z którym zdobył Puchar Rwandy. W latach 2017–2019 grał w innym klubie z tego kraju, AS Kigali FC. W sezonie 2017/2018 wywalczył z nim wicemistrzostwo Rwandy. W latach 2019–2021 występował w omańskim Al-Bashayer Club. W 2021 wrócił do Burundi i został piłkarzem Bumamuru FC. W 2022 zdobył z nim Puchar Burundi.

## Kariera reprezentacyjna
W reprezentacji Burundi Ngandu zadebiutował 2 września 2018 roku w zremisowanym 1:1 towarzyskim meczu z Etiopią, rozegranym w Auasie. W 2019 roku został powołany do kadry do na Puchar Narodów Afryki 2019. Rozegrał w nim dwa mecze grupowe: z Madagaskarem (0:1) i z Gwineą (0:2).